# Solanum forsterii
Solanum forsterii är en potatisväxtart som beskrevs av Berthold Carl Seemann. Solanum forsterii ingår i släktet skattor som ingår i familjen potatisväxter. Inga underarter finns listade i Catalogue of Life.